# Meta de Vries

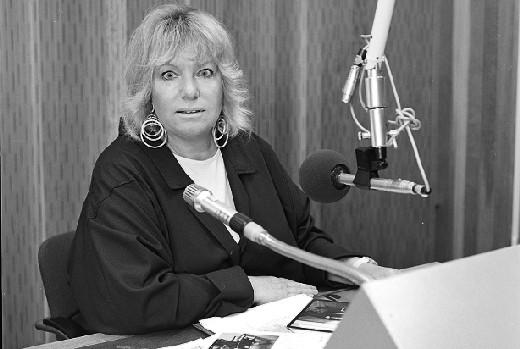
Meta de Vries

Meta Theresia de Vries (* 29. März 1941 in Den Haag; † 6. Oktober 2011 in Leusden) war eine niederländische Hörfunk-Moderatorin und Sängerin. Sie war die erste Disk-Jockette im öffentlichen Radio der Niederlande und galt als „die Frau mit der schönsten Radiostimme der Niederlande.“

## Leben und Wirken
De Vries wuchs zunächst in Den Haag, dann in Laren in einer Lehrerfamilie auf. Nachdem sie eine Lehrerbildungsschule besuchte, arbeitete sie zwischen 1961 und 1964 als Kindergärtnerin. Dann wurde sie Ansagerin bei Radio Hilversum 2. Als im Oktober 1965 der Popsender Hilversum 3 an den Start ging, moderierte sie dort für AVRO Sendungen wie Blues, Ballads & Beat, später Sendungen wie Van meet af aan, Zet 'm op! (mit Krijn Torringa), The nine o'clock show, Een middagje AVRO und Delta.
De Vries wirkte bis 1991 für Algemene Vereniging Radio Omroep (AVRO), zunächst als festangestellte, später als freie Mitarbeiterin. Am bekanntesten wurde sie mit der Sendung Juist op zondag, die sie ab 1967 moderierte. 1972–73 war sie auch für den Piratensender Radio Noordzee tätig und moderierte Voor de warme bakker. Zwischen 1973 und 1991 moderierte sie für AVRO Muziek met Meta. Dann arbeitete sie für verschiedene, meist regionale Sender. 2005 kehrte sie nach Hilversum zurück, wo sie samstagabends die Radiosendung Easy listening bei Omroep MAX moderierte und Meta op zondag bei Radio 6. 2009 wurde sie mit dem Radio Bitches Oeuvre Award, einem Preis für die Radiomacherinnen, ausgezeichnet, als „Krone ihrer langjährigen Arbeit im Rundfunk“.
Daneben war de Vries als Lehrerin an der Media Academie in Hilversum tätig, wo sie u. a. Präsentationstechniken unterrichtete.
Gelegentlich trat de Vries als Sängerin auf, etwa mit dem Hobbyorchester der Rundfunkangestellten De Gooische Compagnie (ab 1965), mit dem auch Aufnahmen entstanden. 1982 war sie mit der Hoornse Big Band auf dem Album Straight zu hören. 1985 legte sie mit Blauwe Maandag die Single Volop in Beweging vor. 2003 erschien ihr Jazzalbum My Shining Hour. Sie schrieb auch zwei Musicals und inszenierte diese.
Als bei de Vries, die drei Kinder aus zwei Ehen hatte, Gallenblasenkrebs diagnostiziert wurde, entschied sie sich, diesen nicht behandeln zu lassen. Sie starb nach einer kurzen Krankheit im Alter von 70 Jahren.